# بريجيت مارتن
بريجيت مارتن (بالفرنسية: Brigitte Martin)‏ هي متزلجة فنية فرنسية، ولدت في القرن العشرين.